# Malinovka (přítok Velké Ussurky)
Malinovka (rusky Мали́новка, do roku 1972 rusky Вака – Vaka) je řeka v Přímořském kraji v Rusku. Teče ze západní strany pohoří Sichote-Aliň zhruba směrem na severozápad a vlévá se do Velké Ussurky severovýchodně od Dalněrečensku. Je dlouhá 274 kilometrů a má povodí 6490 čtverečních kilometrů.